# Dan Gurney
Daniel Sexton „Dan“ Gurney (* 13. April 1931 in Port Jefferson, Long Island, New York; † 14. Januar 2018 in Newport Beach, Kalifornien) war ein US-amerikanischer Automobil- und Formel-1-Rennfahrer und Konstrukteur.
Gurney fuhr neben seiner Teilnahme an der Formel 1 auch in weiteren Meisterschaften wie der USAC-Meisterschaft (Indy Cars), der NASCAR, der Can-Am oder der Trans-Am-Serie. Er war der erste Fahrer, der Siege in der Sports Cars Series (1958), der Formel 1 (1962), der NASCAR (1963) und bei den Indy Cars (1967) verzeichnen konnte. Nach ihm gelang dies bis heute (Stand: August 2023) nur Mario Andretti und Juan Pablo Montoya.
Am 11. Juni 1967, nachdem er mit seinem Co-Piloten A. J. Foyt das 24-Stunden-Rennen von Le Mans gewonnen hatte, bespritzte er das Publikum spontan mit dem Sieger-Champagner, während er auf dem Podest stand. Er wird daher als Erfinder der Champagner-Dusche angesehen, die inzwischen in vielen Motorsportveranstaltungen bei der Siegerehrung üblich ist. Außerdem war er der erste Formel-1-Fahrer, der zu seiner eigenen Sicherheit eine frühe Form des Integralhelms trug.
Bis heute (Stand: März 2024) ist Gurney neben Jack Brabham der einzige Fahrer, der einen Formel-1-Sieg auf einer Eigenkonstruktion erringen konnte, und zwar beim Großen Preis von Belgien in Spa-Francorchamps 1967. Eine seiner wichtigen Erfindungen für den Motorsport ist die Gurney Flap, eine kleine, nach oben weisende Klappe an der Hinterkante von Rennwagen-Flügeln. Sie vergrößert den Abtrieb am Fahrzeug, ohne den Luftwiderstand wesentlich zu erhöhen und verbessert so die aerodynamische Effizienz.

## Herkunft und frühe Jahre
Dan Gurney war der Sohn des Opernsängers John R. „Jack“ Gurney und seiner Ehefrau Roma Sexton. Trotz des eher musisch geprägten Umfelds kam er auch früh mit technischen Fragen in Kontakt. Seine drei Onkel hatten ihren Abschluss am Massachusetts Institute of Technology abgelegt. Sein Großvater war Frederick William Gurney (1867-1944), der Schrägkugellager entwickelt hatte und sie in seinem Unternehmen Gurney Ball Bearing herstellte und vermarktete.
Gurneys Kindheit und frühe Jugend wurde durch die Karriere des Vaters geprägt. Zuletzt war Jack Gurney an der Metropolitan Opera in New York engagiert. 1947 beendete er seine Gesangskarriere und kaufte eine Zitrus- und Avocadoplantage. So siedelte die Familie nach Riverside (Kalifornien) um. Zu dieser Zeit war Dan ein Teenager, der gerade die Manhasset High School abgeschlossen hatte. Mit 19 Jahren konstruierte und baute er einen Wagen, mit dem er auf der Salzpfanne bei Bonneville 138 mph (222 km/h) erreichte. Mit diesem Wagen fuhr er seine ersten Wettbewerbe. Seine schulische Karriere setzte er durch ein Studium am Menlo Junior College fort. Die ersten Erfolge im Motorsport brachten ihn dazu, dass er Amateurfahrer bei Dragster- und Sportwagenrennen wurde. Die Teilnahme an diesen Wettbewerben musste er jedoch durch seinen zweijährigen Militärdienst in der United States Army unterbrechen, wo er als Artillerie-Mechaniker (artillery mechanic) eingesetzt wurde. In dieser Funktion nahm er auch am Koreakrieg teil.

## Karriere als Rennfahrer
Nachdem Gurney seinen Militärdienst abgeleistet hatte, konzentrierte er seine beruflichen Tätigkeiten ausschließlich auf seine Rennfahrerkarriere. Er begann ab 1955 mit nationalen Sportwagenrennen auf einem Triumph TR2. Der erste große Schritt in die von ihm geplante Richtung begann mit einer Einladung im Herbst 1957 durch Frank Arciero, der einen kleinen Rennstall für klassenlose Wagen besaß. Arciero lud ihn ein, um sein neuestes Projekt zu testen. Das Fahrzeug war ein Arciero Special mit einem überarbeiteten 4,2-Liter-DOHC-Maserati-Motor aus einem Indy-500-Rennwagen, der auf ein Ferrari-375-MM-Fahrgestell unter Nutzung von Ferrari- und Jaguar-Aufhängungskomponenten gebaut war. Komplettiert wurde die Konstruktion durch eine von Microplas hergestellte Karosserie. Fachkreise bescheinigten dem Wagen ein großes Potential, weil er über eine hohe Beschleunigung und Endgeschwindigkeit verfügte. Gleichzeitig war er aber schwer zu beherrschen. Sogar damalige Spitzenfahrer wie Carroll Shelby und Ken Miles stellten nach mehreren Proberunden fest, dass ihnen der Wagen nicht lag.
Gurney bekam ihn aber schon in den Testfahrten in den Griff und wurde daraufhin engagiert. Bei seiner ersten Teilnahme im Riverside Grand Prix wurde er hinter Shelby Zweiter. Dabei ließ er bekannte Fahrer wie Masten Gregory, Walt Hansgen und Phil Hill hinter sich. Durch diesen Erfolg wurde Luigi Chinetti auf ihn aufmerksam, der zu dieser Zeit der alleinige Importeur Ferraris in Nordamerika war. Chinetti wurde sein Förderer und ermöglichte ihm eine von Ferrari unterstützte Teilnahme am 24-Stunden-Rennen von Le Mans 1958 auf einem 250 TR. Hier bildete er ein Team mit dem Kalifornier Bruce Kessler. Zusammen arbeiteten sie sich auf den fünften Platz des Zwischenklassements vor, bis Kessler einen Unfall hatte und sie damit ausschieden. Im Schlussklassement belegten sie dennoch den 34. Platz. Obwohl das Ergebnis für Gurney eher unbefriedigend war, wurde Enzo Ferrari auf ihn aufmerksam. Er arrangierte eine Einladung zu Testfahrten, woraufhin Gurney ein Vertragsangebot bekam. Ab 1959 startete er für Ferrari in der Formel 1. In seinen ersten vier Rennen wurde er einmal Zweiter und einmal Dritter. Da Gurney Enzo Ferraris Politik, seine Fahrer gegeneinander auszuspielen, nicht mochte, verließ er das Team nach einer Saison wieder.
Für die Saison 1960 wechselte Gurney innerhalb der Formel 1 zu BRM. Der Wagen, mit dem er antrat, hatte aber deutliche technische Schwächen. In den ersten sieben Rennen fiel er mit Defekten sechsmal aus. Das Fahrzeug verursachte auch den schwerwiegendsten Unfall seiner Rennfahrerkarriere. Beim Großen Preis der Niederlande 1960 in Zandvoort kam es zu einem Ausfall im Bremssystem. Der Wagen überschlug sich in der sogenannten Tarzankurve. Gurney brach sich bei diesem Zwischenfall nur den Arm, allerdings wurde ein junger Zuschauer getötet, der sich verbotenerweise in einer Sperrzone aufhielt. Dieses Rennjahr war sein einziges in der Formel 1, in dem er keinen Punkt erreichte. Später bezeichnete Gurney seinen Wechsel zu BRM als Fehler.
1960 gewann Gurney als Partner von Stirling Moss mit einem Maserati Tipo 61 des Camoradi-Teams das 1000-km-Rennen auf dem Nürburgring mit 2:52 Minuten Vorsprung vor Joakim Bonnier/Olivier Gendebien auf dem leistungsschwächeren Porsche 718 RS 60, die von Platz eins gestartet waren. Ein Jahr vorher im 1000-km-Rennen auf dem Nürburgring 1959 hatte Gurney mit Cliff Allison auf Ferrari 250 Testa Rossa Platz fünf erreicht. 
1961 wechselte Gurney zu Porsche. Im neu gegründeten Formel-1-Team war er zusammen mit Joakim Bonnier und Hans Herrmann mit einem 787 am Start, dessen Grundkonzeption aber bereits vier Jahre alt war und auf dem 718 beruhte. Dieses Defizit schlug sich in den Ergebnissen des Teams nieder. Gurney konnte noch die besten Leistungen zeigen. Beim Großen Preis von Frankreich 1961 am 2. Juli in Reims sah es sogar lange aus, als könnte er den Sieg erreichen. Für das Porsche-Werksteam waren dies die ersten Kilometer in Führung in seiner damals jungen Teamgeschichte. In den letzten Runden kam es zu einem Zweikampf um den Sieg zwischen Giancarlo Baghetti und Gurney, der von Platz neun gestartet war. Beide Fahrer überholten sich in dieser Phase oft. Kurz vor Ende kam aber Baghetti besser aus der letzten Kurve heraus und überholte Gurney ungefähr 100 Meter vor dem Ziel. Platz zwei erreichte Gurney auch beim Großen Preis der USA am 2. Oktober.
Ebenfalls Zweiter wurde Gurney mit Joakim Bonnier als Partner bei der Targa Florio 1961, dem zweiten Lauf der Sportwagen-Weltmeisterschaft 1961. Beim 1000-km-Rennen auf dem Nürburgring 1961 wurde er zusammen mit Bonnier auf Porsche 718 RS Zehnter der Gesamtwertung und Zweiter in der Klasse der Sportwagen bis 2 Liter Hubraum. In Sebring und Le Mans fiel er aus.
Mit dem neuen Porsche 804 mit Achtzylindermotor errang Gurney beim Großen Preis von Frankreich 1962 am 8. Juli in Rouen den einzigen Sieg von Porsche in der Formel-1-Weltmeisterschaft. Auch eine Woche später siegte er auf der Solitude vor heimischem Publikum. Das dort veranstaltete Rennen zählte nicht zur Weltmeisterschaft, trotzdem waren starke Konkurrenten wie Jim Clark vertreten. Im Freitagstraining zum Großen Preis von Deutschland auf dem Nürburgring erreichte Gurney mit 8:47,2 Minuten die Pole-Position; es war die bis dahin beste Rundenzeit auf der Nordschleife. Im Rennen behielt er die Führung, bis sich in der dritten Runde die Batterie aus der Halterung löste und er sie mit dem Fuß an ihrem Platz halten musste. Er beendete das Rennen hinter Graham Hill und John Surtees als Dritter mit 4,4 Sekunden Rückstand auf den Sieger.
Porsche zog sich Ende 1962 aus der Formel 1 zurück. 1963 wechselte Gurney zum neuen Team von Jack Brabham. Auch hier waren es die Rennstrecken der Solitude und Rouen, die die Debütsiege der neuen Marke sahen, wieder mit Gurney in Rouen.

## All-American Racers

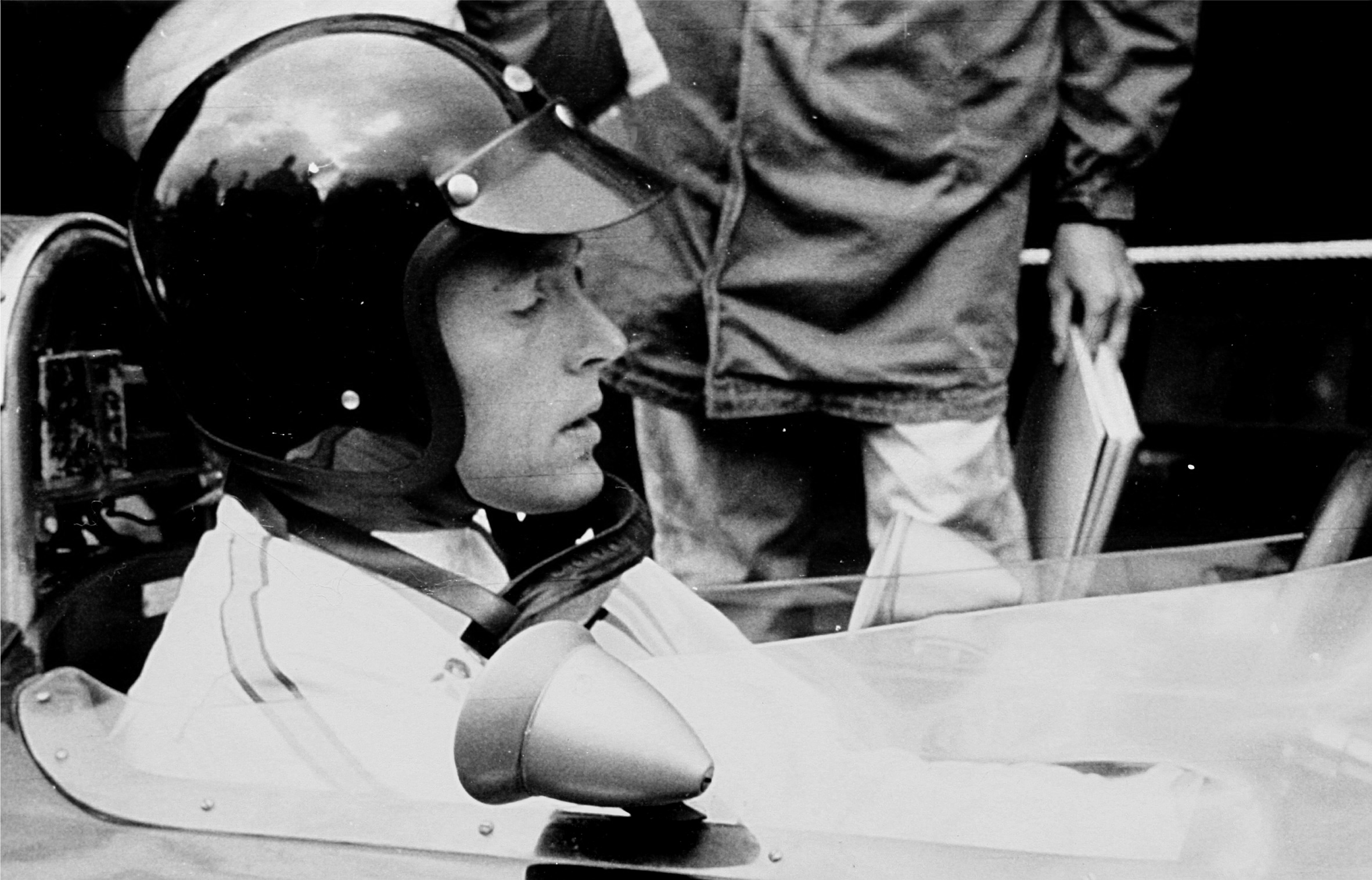
Dan Gurney 1965 während des Trainings zum Großen Preis von Deutschland

Ab 1962 war Gurney zusammen mit Carroll Shelby beim Einsatz großvolumiger amerikanischer Sportwagen engagiert; das Team „All-American Racers“ wurde gegründet. Mit der Unterstützung von Goodyear sollte die Vormachtstellung von Firestone im US-Rennsport gebrochen werden. Dazu wurde ab 1965 ein eigener Einsitzer für das Indianapolis 500 und die Formel 1 entwickelt, der „AAR Eagle“. Für Formel-1-Einsätze wurde der dunkelblaue Wagen mit einem V12-Motor von Weslake bestückt, wodurch das AAR nun als „Anglo-American Racers“ interpretiert wurde.
Nach Verzögerungen kam der Motor 1967 zum Einsatz. Das Team gewann ein Formel-1-Rennen in Brands Hatch, das nicht zur Weltmeisterschaft zählte, und den Großen Preis von Belgien in Spa, eine Woche nach Gurneys Le-Mans-Sieg. Auf dem Nürburgring beim Grand Prix von Deutschland erzielte Gurney die schnellste Runde und lag lange in Führung, schied aber dann aus. Technische Defekte beeinträchtigten auch die weiteren Einsätze. Nachdem ab 1968 der Ford-Cosworth-V8-Motor frei verfügbar war und mehrere Konstrukteure damit Formel-1-Rennwagen bauten, stellte Gurney seine eigenen Bemühungen ein.
Nach seinem offiziellen Rückzug als Fahrer im Jahr 1970 bezahlte er den Mitgründer und Mitbesitzer des AAR-Teams, Carroll Shelby, aus und war damit alleiniger Besitzer dieses Teams.

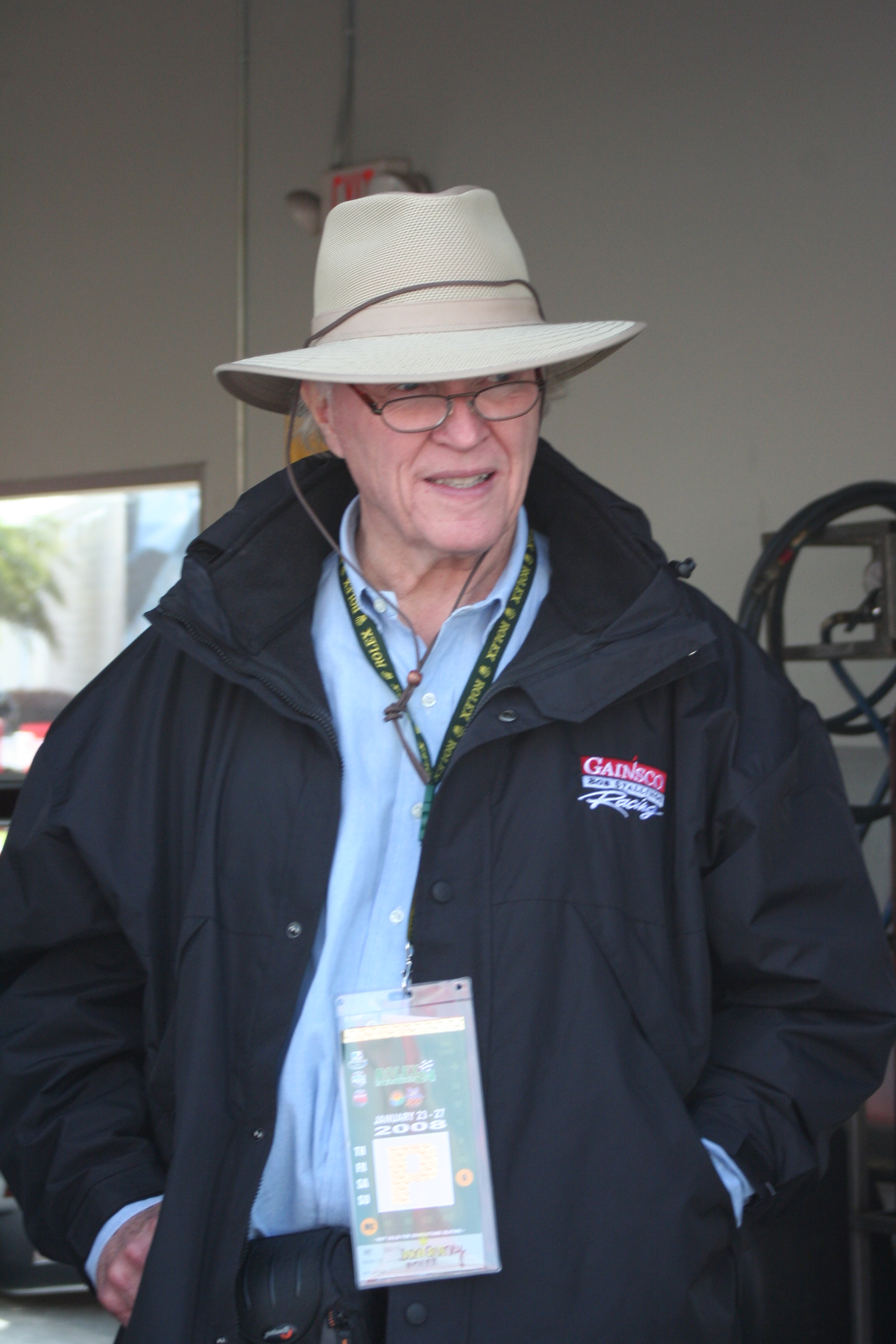
Gurney bei den Rolex 24 Hours of Daytona, 2008

Gurney bestritt 303 Rennen in 20 Ländern auf 25 unterschiedlichen Fahrzeugen, erzielte dabei 37 Polepositions, 58 Starts aus der ersten Reihe, 48 Siege (darunter 7 Formel-1-Siege (einschließlich drei Siegen in Grand-Prix-Rennen, die nicht zur Weltmeisterschaft zählten), 7 Indy-Car-Siege und 5 NASCAR-Winston-Cup-Siege) sowie 41 zweite oder dritte Plätze. Gurney ist einer von lediglich fünf US-amerikanischen Autorennfahrern, die ein Formel-1-Rennen gewinnen konnten. Außerdem siegte er bei Rennen der amerikanischen Rennserien Indy Car, NASCAR, Can-Am und der Trans-Am-Serie. Nach ihm schaffte dies bisher nur Mario Andretti.
Seine Erfolge verschafften Dan Gurney große Beliebtheit, sogar „Gurney for president“-Initiativen entstanden während seiner aktiven Zeit. Bereits vor Ende seiner Rennfahrerkarriere betätigte sich Gurney als Fahrzeughersteller seiner „All American Eagle“-Rennwagen und als Teamchef des AAR-Teams.

## Leben
Dan Gurney war in einigen Hollywood-Filmen zu sehen, die den Automobilsport zum Thema hatten, so in Winning (mit Paul Newman), A Man and a Woman oder Grand Prix (mit James Garner). Brock Yates, ein Freund von Gurney, wurde durch ihren gemeinsamen Sieg 1971 im Cannonball-Rennen quer durch die Vereinigten Staaten dazu inspiriert, das Drehbuch für den Kinofilm Cannonball zu schreiben. Der Automobilhersteller Toyota verpflichtete Gurney 1982 für Werbespots anlässlich der Markteinführung des Supra in den USA.
2002 präsentierte Gurney ein von ihm entwickeltes Motorrad mit der Bezeichnung „Alligator“, eine Einzylindermaschine, bei der der Fahrer tief in der Maschine statt auf ihr sitzt. Er hatte über zwei Jahrzehnte an diesem Projekt gearbeitet.
Gurney lebte (Stand 2005) zusammen mit seiner zweiten, deutschstämmigen Frau Evi, geborene Butz, in Newport Beach, Kalifornien. Evi Butz war in den frühen 1960er-Jahren in Deutschland als Motorsportjournalistin, vor allem als Sekretärin des damaligen Porsche-Rennleiters Huschke von Hanstein bekannt, wo Dan Gurney sie in seiner Zeit als Porsche-Werksfahrer 1962 nach dem Gewinn seines Grand Prix in Rouen in Stuttgart bei Porsche kennengelernt hatte. Gemeinsam haben sie zwei Söhne. Gurney hatte vier Kinder aus seiner ersten Ehe und insgesamt acht Enkel.
Dan Gurney war der Schwager des ehemaligen Motorsport-Chefs von Mercedes-Benz, Norbert Haug. Haugs Frau ist die Schwester von Dan Gurneys Ehefrau Evi Butz.
Dan Gurney gilt auch als „Erfinder“ der Champagnerdusche im Rennsport. Nach seinem Sieg mit dem Siebenliter-Mark-IV GT40 von Ford in Le Mans 1967 stand er zusammen mit seinem Partner A. J. Foyt und Henry Ford auf dem Podest. „Henry Ford war mit auf dem Podest, seine ganze Entourage, die Stimmung war ausgelassen, wir hatten Ferrari geschlagen. Der Moment war großartig – ich hab’s einfach laufen lassen“, berichtete Dan Gurney später ganz sachlich über diesen Moment.
Er starb am 14. Januar 2018 im Alter von 86 Jahren an den Folgen einer Lungenentzündung.

## Statistik

### Statistik in der Automobil-Weltmeisterschaft

#### Grand-Prix-Siege
| - 1962 Frankreich (Rouen) - 1964 Frankreich (Rouen) | - 1964 Mexiko (Mexiko-Stadt) - 1967 Belgien (Spa-Francorchamps) |

#### Gesamtübersicht
| Saison | Team                        | Chassis            | Motor                | Rennen | Siege | Zweiter | Dritter | Poles | schn. Rennrunden | Punkte | WM-Pos. |
| ------ | --------------------------- | ------------------ | -------------------- | ------ | ----- | ------- | ------- | ----- | ---------------- | ------ | ------- |
| 1959   | Scuderia Ferrari            | Ferrari Dino 246F1 | Ferrari 2.4 V6       | 4      | –     | 1       | 1       | –     | –                | 13     | 7.      |
| 1960   | Owen Racing Organisation    | BRM P48            | BRM 2.5 L4           | 7      | –     | –       | –       | –     | –                | –      | NC      |
| 1961   | Porsche System Engineering  | Porsche 718        | Porsche 1.5 F4       | 6      | –     | 2       | –       | –     | –                | 21     | 4.      |
| 1961   | Porsche System Engineering  | Porsche 787        | Porsche 1.5 F4       | 2      | –     | 1       | –       | –     | –                | 21     | 4.      |
| 1962   | Porsche System Engineering  | Porsche 804        | Porsche 1.5 F8       | 7      | 1     | –       | 1       | 1     | –                | 15     | 5.      |
| 1963   | Brabham Racing Organisation | Brabham BT7        | Climax 1.5 V8        | 10     | –     | 2       | 1       | –     | 1                | 19     | 5.      |
| 1964   | Brabham Racing Organisation | Brabham BT7        | Climax 1.5 V8        | 10     | 2     | –       | –       | 2     | 2                | 19     | 6.      |
| 1965   | Brabham Racing Organisation | Brabham BT11       | Climax 1.5 V8        | 9      | –     | 2       | 3       | –     | 1                | 25     | 4.      |
| 1966   | Anglo American Racers       | Eagle Mk1          | Climax 2.8 L4        | 6      | –     | –       | –       | –     | –                | 4      | 12.     |
| 1966   | Anglo American Racers       | Eagle Mk1          | Weslake 3.0 V12      | 2      | –     | –       | –       | –     | –                | 4      | 12.     |
| 1967   | Anglo American Racers       | Eagle Mk1          | Climax 2.8 L4        | 1      | –     | –       | –       | –     | –                | 13     | 8.      |
| 1967   | Anglo American Racers       | Eagle Mk1          | Weslake 3.0 V12      | 10     | 1     | –       | 1       | –     | 2                | 13     | 8.      |
| 1968   | Anglo American Racers       | Eagle Mk1          | Weslake 3.0 V12      | 5      | –     | –       | –       | –     | –                | 3      | 21.     |
| 1968   | Anglo American Racers       | McLaren M7A        | Ford-Cosworth 3.0 V8 | 3      | –     | –       | –       | –     | –                | 3      | 21.     |
| 1968   | Brabham Racing Organisation | Brabham BT24       | Repco 3.0 V8         | 1      | –     | –       | –       | –     | –                | 3      | 21.     |
| 1970   | Bruce McLaren Motor Racing  | McLaren M14A       | Ford-Cosworth 3.0 V8 | 3      | –     | –       | –       | –     | –                | 1      | 24.     |
| Gesamt | Gesamt                      | Gesamt             | Gesamt               | 86     | 4     | 8       | 7       | 3     | 6                | 133    |         |

#### Einzelergebnisse
| Saison | 1   | 2   | 3   | 4   | 5   | 6   | 7   | 8   | 9   | 10  | 11  | 12 | 13 |
| ------ | --- | --- | --- | --- | --- | --- | --- | --- | --- | --- | --- | -- | -- |
| 1959   |     |     |     |     |     |     |     |     |     |     |     |    |    |
|        |     |     | DNF |     | 2   | 3   | 4   |     |     |     |     |    |    |
| 1960   |     |     |     |     |     |     |     |     |     |     |     |    |    |
|        | NC  |     | DNF | DNF | DNF | 10  | DNF |     | DNF |     |     |    |    |
| 1961   |     |     |     |     |     |     |     |     |     |     |     |    |    |
| 5      | 10  | 6   | 2   | 7   | 7   | 2   | 2   |     |     |     |     |    |    |
| 1962   |     |     |     |     |     |     |     |     |     |     |     |    |    |
| DNF    | DNF | DNS | 1   | 9   | 3   | DNF | 5   |     |     |     |     |    |    |
| 1963   |     |     |     |     |     |     |     |     |     |     |     |    |    |
| DNF    | 3   | 2   | 5   | DNF | DNF | 14  | DNF | 6   | 2   |     |     |    |    |
| 1964   |     |     |     |     |     |     |     |     |     |     |     |    |    |
| DNF    | DNF | 6   | 1   | 13  | 10  | DNF | 10  | DNF | 1   |     |     |    |    |
| 1965   |     |     |     |     |     |     |     |     |     |     |     |    |    |
| DNF    |     | 10  | DNF | 6   | 3   | 3   | 3   | 2   | 2   |     |     |    |    |
| 1966   |     |     |     |     |     |     |     |     |     |     |     |    |    |
|        | NC  | 5   | DNF | DNF | 7   | DNF | DNF | 5   |     |     |     |    |    |
| 1967   |     |     |     |     |     |     |     |     |     |     |     |    |    |
| DNF    | DNF | DNF | 1   | DNF | DNF | DNF | 3   | DNF | DNF | DNF |     |    |    |
| 1968   |     |     |     |     |     |     |     |     |     |     |     |    |    |
| DNF    |     | DNF |     | DNF |     | DNF | 9   | DNF | DNF | 4   | DNF |    |    |
| 1970   |     |     |     |     |     |     |     |     |     |     |     |    |    |
|        |     |     |     | DNF | 6   | DNF |     |     |     |     |     |    |    |

| Legende  | Legende            | Legende                                                          |
| Farbe    | Abkürzung          | Bedeutung                                                        |
| -------- | ------------------ | ---------------------------------------------------------------- |
| Gold     | –                  | Sieg                                                             |
| Silber   | –                  | 2. Platz                                                         |
| Bronze   | –                  | 3. Platz                                                         |
| Grün     | –                  | Platzierung in den Punkten                                       |
| Blau     | –                  | Klassifiziert außerhalb der Punkteränge                          |
| Violett  | DNF                | Rennen nicht beendet (did not finish)                            |
| Violett  | NC                 | nicht klassifiziert (not classified)                             |
| Rot      | DNQ                | nicht qualifiziert (did not qualify)                             |
| Rot      | DNPQ               | in Vorqualifikation gescheitert (did not pre-qualify)            |
| Schwarz  | DSQ                | disqualifiziert (disqualified)                                   |
| Weiß     | DNS                | nicht am Start (did not start)                                   |
| Weiß     | WD                 | zurückgezogen (withdrawn)                                        |
| Hellblau | PO                 | nur am Training teilgenommen (practiced only)                    |
| Hellblau | TD                 | Freitags-Testfahrer (test driver)                                |
| ohne     | DNP                | nicht am Training teilgenommen (did not practice)                |
| ohne     | INJ                | verletzt oder krank (injured)                                    |
| ohne     | EX                 | ausgeschlossen (excluded)                                        |
| ohne     | DNA                | nicht erschienen (did not arrive)                                |
| ohne     | C                  | Rennen abgesagt (cancelled)                                      |
| ohne     | keine WM-Teilnahme |                                                                  |
| sonstige | P/fett             | Pole-Position                                                    |
| sonstige | 1/2/3/4/5/6/7/8    | Punktplatzierung im Sprint-/Qualifikationsrennen                 |
| sonstige | SR/kursiv          | Schnellste Rennrunde                                             |
| sonstige | *                  | nicht im Ziel, aufgrund der zurückgelegten Distanz aber gewertet |
| sonstige | ()                 | Streichresultate                                                 |
| sonstige | unterstrichen      | Führender in der Gesamtwertung                                   |

### Le-Mans-Ergebnisse
| Jahr | Team                               | Fahrzeug                      | Teamkollege    | Platzierung            | Ausfallgrund       |
| ---- | ---------------------------------- | ----------------------------- | -------------- | ---------------------- | ------------------ |
| 1958 | North American Racing Team         | Ferrari 250TR                 | Bruce Kessler  | Ausfall                | Unfall             |
| 1959 | Scuderia Ferrari                   | Ferrari 250TR59               | Jean Behra     | Ausfall                | Getriebeschaden    |
| 1960 | Briggs S. Cunningham               | Jaguar D-Type 2A              | Walt Hansgen   | Ausfall                | Zylinder überhitzt |
| 1961 | Porsche System Engineering         | Porsche 718/4 RS Coupe        | Joakim Bonnier | Ausfall                | Motorschaden       |
| 1962 | Scuderia SSS Repubblica di Venezia | Ferrari 250TRI/61             | Joakim Bonnier | Ausfall                | Getriebeschaden    |
| 1963 | North American Racing Team         | Ferrari 330LMB                | Jim Hall       | Ausfall                | Getriebeschaden    |
| 1964 | Shelby American Inc.               | AC Shelby Cobra Daytona Coupé | Bob Bondurant  | Rang 4 und Klassensieg |                    |
| 1965 | Shelby American Inc.               | AC Shelby Cobra Daytona Coupé | Jerry Grant    | Ausfall                | kein Öldruck       |
| 1966 | Shelby American Inc.               | Ford GT40 MK.II               | Jerry Grant    | Ausfall                | Kühler defekt      |
| 1967 | Shelby American Inc.               | Ford GT40 MK.IV               | A.J. Foyt      | Gesamtsieg             |                    |

### Sebring-Ergebnisse
| Jahr | Team                       | Fahrzeug                        | Teamkollege     | Teamkollege       | Teamkollege | Platzierung            | Ausfallgrund     |
| ---- | -------------------------- | ------------------------------- | --------------- | ----------------- | ----------- | ---------------------- | ---------------- |
| 1959 | Scuderia Ferrari           | Ferrari 250TR59                 | Phil Hill       | Olivier Gendebien | Chuck Daigh | Gesamtsieg             |                  |
| 1960 | Camoradi USA               | Maserati Tipo 61                | Stirling Moss   |                   |             | Ausfall                | Kraftübertragung |
| 1961 | Porsche Auto               | Porsche 718 RS/61               | Joakim Bonnier  |                   |             | Ausfall                | Kupplungsschaden |
| 1962 | Porsche System Engineering | Porsche 356B Carrera Abarth GTL | Bob Holbert     |                   |             | Rang 7 und Klassensieg |                  |
| 1963 | Shelby American Inc.       | Shelby Cobra                    | Phil Hill       |                   |             | Rang 28                |                  |
| 1964 | Shelby American Inc.       | Shelby Cobra Roadster           | Bob Johnson     |                   |             | Ausfall                | Unfall           |
| 1965 | All American Racers Inc.   | Lotus 19J                       | Jerry Grant     |                   |             | Ausfall                | Ölpumpe          |
| 1966 | Shelby American Inc.       | Ford GT40 Mk.II                 | Jerry Grant     |                   |             | Disqualifiziert        |                  |
| 1970 | Equipe Matra-Elf           | Matra-Simca MS650               | François Cevert |                   |             | Rang 12                |                  |

### Einzelergebnisse in der Sportwagen-Weltmeisterschaft
| Saison | Team                                         | Rennwagen                                       | 1   | 2   | 3   | 4   | 5   | 6   | 7   | 8   | 9   | 10  | 11  | 12  | 13  | 14  | 15  | 16  | 17  | 18  | 19  | 20  | 21  | 22  |
| ------ | -------------------------------------------- | ----------------------------------------------- | --- | --- | --- | --- | --- | --- | --- | --- | --- | --- | --- | --- | --- | --- | --- | --- | --- | --- | --- | --- | --- | --- |
| 1958   | NART                                         | Ferrari 250TR                                   | BUA | SEB | TAR | NÜR | LEM | RTT |     |     |     |     |     |     |     |     |     |     |     |     |     |     |     |     |
| 1958   | NART                                         | Ferrari 250TR                                   |     | DNF |     |     |     |     |     |     |     |     |     |     |     |     |     |     |     |     |     |     |     |     |
| 1959   | Scuderia Ferrari                             | Ferrari 250TR                                   | SEB | TAR | NÜR | LEM | RTT |     |     |     |     |     |     |     |     |     |     |     |     |     |     |     |     |     |
| 1959   | Scuderia Ferrari                             | Ferrari 250TR                                   | 1   | DNF | 5   | DNF | 5   |     |     |     |     |     |     |     |     |     |     |     |     |     |     |     |     |     |
| 1960   | Camoradi Racing Briggs Cunningham            | Maserati Tipo 61 Jaguar D-Type                  | BUA | SEB | TAR | NÜR | LEM |     |     |     |     |     |     |     |     |     |     |     |     |     |     |     |     |     |
| 1960   | Camoradi Racing Briggs Cunningham            | Maserati Tipo 61 Jaguar D-Type                  | DNF | DNF |     | 1   | DNF |     |     |     |     |     |     |     |     |     |     |     |     |     |     |     |     |     |
| 1961   | Porsche                                      | Porsche 718 RS                                  | SEB | TAR | NÜR | LEM | PES |     |     |     |     |     |     |     |     |     |     |     |     |     |     |     |     |     |
| 1961   | Porsche                                      | Porsche 718 RS                                  | DNF | 2   | 10  | DNF |     |     |     |     |     |     |     |     |     |     |     |     |     |     |     |     |     |     |
| 1962   | Frank Arciero Porsche Scuderia Serenissima   | Lotus 19 Porsche 356 Porsche 718 Ferrari 250TRI | DAY | SEB | SEB | MAI | TAR | BER | NÜR | LEM | TAV | CCA | RTT | NÜR | BRI | BRI | PAR |     |     |     |     |     |     |     |
| 1962   | Frank Arciero Porsche Scuderia Serenissima   | Lotus 19 Porsche 356 Porsche 718 Ferrari 250TRI | 1   |     | 7   |     | DNF |     | DNF | DNF |     |     |     |     |     |     |     |     |     |     |     |     |     |     |
| 1963   | Carroll Shelby International NART John Edgar | Shelby Cobra Ferrari 330LMB                     | DAY | SEB | SEB | TAR | SPA | MAI | NÜR | CON | ROS | LEM | MON | WIS | TAV | FRE | CCE | RTT | OVI | NÜR | MON | MON | TDF | BRI |
| 1963   | Carroll Shelby International NART John Edgar | Shelby Cobra Ferrari 330LMB                     | DNF |     | 28  |     |     |     |     |     |     | DNF |     |     |     |     |     |     |     |     |     |     |     | 1   |
| 1964   | Carroll Shelby International                 | Shalby Cobra Shelby Daytona                     | DAY | SEB | TAR | MON | SPA | CON | NÜR | ROS | LEM | REI | FRE | CCE | RTT | SIM | NÜR | MON | TDF | BRI | BRI | PAR |     |     |
| 1964   | Carroll Shelby International                 | Shalby Cobra Shelby Daytona                     | 4   | DNF | 8   |     |     |     |     |     | 4   | DNF |     |     | 3   |     |     |     |     |     |     |     |     |     |
| 1965   | AAR Eagle Carroll Shelby International       | Lotus 19 Ford GT40                              | DAY | SEB | BOL | MON | MON | RTT | TAR | SPA | NÜR | MUG | ROS | LEM | REI | BOZ | FRE | CCE | OVI | NÜR | BRI | BRI |     |     |
| 1965   | AAR Eagle Carroll Shelby International       | Lotus 19 Ford GT40                              | DNF | DNF |     |     |     |     |     |     |     |     |     | DNF |     |     |     |     |     |     |     |     |     |     |
| 1966   | Carroll Shelby International                 | Ford GT40                                       | DAY | SEB | MON | TAR | SPA | NÜR | LEM | MUG | CCE | HOK | SIM | NÜR | ZEL |     |     |     |     |     |     |     |     |     |
| 1966   | Carroll Shelby International                 | Ford GT40                                       | 2   | DNF |     |     |     |     | DNF |     |     |     |     |     |     |     |     |     |     |     |     |     |     |     |
| 1967   | Carroll Shelby International                 | Ford GT40                                       | DAY | SEB | MON | SPA | TAR | NÜR | LEM | HOK | MUG | BRH | CCE | ZEL | OVI | NÜR |     |     |     |     |     |     |     |     |
| 1967   | Carroll Shelby International                 | Ford GT40                                       | DNF |     |     |     |     |     | 1   |     |     |     |     |     |     |     |     |     |     |     |     |     |     |     |
| 1970   | NART Matra                                   | Ferrari 512S Matra MS650                        | DAY | SEB | BRH | MON | TAR | SPA | NÜR | LEM | WAT | ZEL |     |     |     |     |     |     |     |     |     |     |     |     |
| 1970   | NART Matra                                   | Ferrari 512S Matra MS650                        | DNF | 12  |     |     |     |     |     |     |     |     |     |     |     |     |     |     |     |     |     |     |     |     |